# خنافس اللحاء ضيقة الخصر
خنافس اللحاء ضيقة الخصر أو سَلْبِينِيَّات أو فصيلة سالبينجيدي (الاسم العلمي: Salpingidae)، هي فصيلة حشرات من غمديات الأجنحة من رتيبة خنافس نهمة.الأنواع صغيرة الحجم، حوالي 1.5 - 7 مم. هذه الفصيلة موزعة في جميع أنحاء العالم وتتكون من حوالي 45 جنسًا و300 نوع. من أجناسها السلبين.